# فرودگاه بین‌المللی ویکتوریا
فرودگاه بین‌المللی ویکتوریا  (به انگلیسی: Victoria International Airport) یک فرودگاه همگانی باربری با کد یاتا YYJ است که یک باند فرود آسفالت دارد و طول باند آن ۲۱۳۳ متر است. این فرودگاه در شهر ویکتوریا، بریتیش کلمبیا کشور کانادا قرار دارد و در ارتفاع ۲۰ متری از سطح دریا واقع شده‌است.

## شرکت‌های هواپیمایی و مقصدهای پروازی

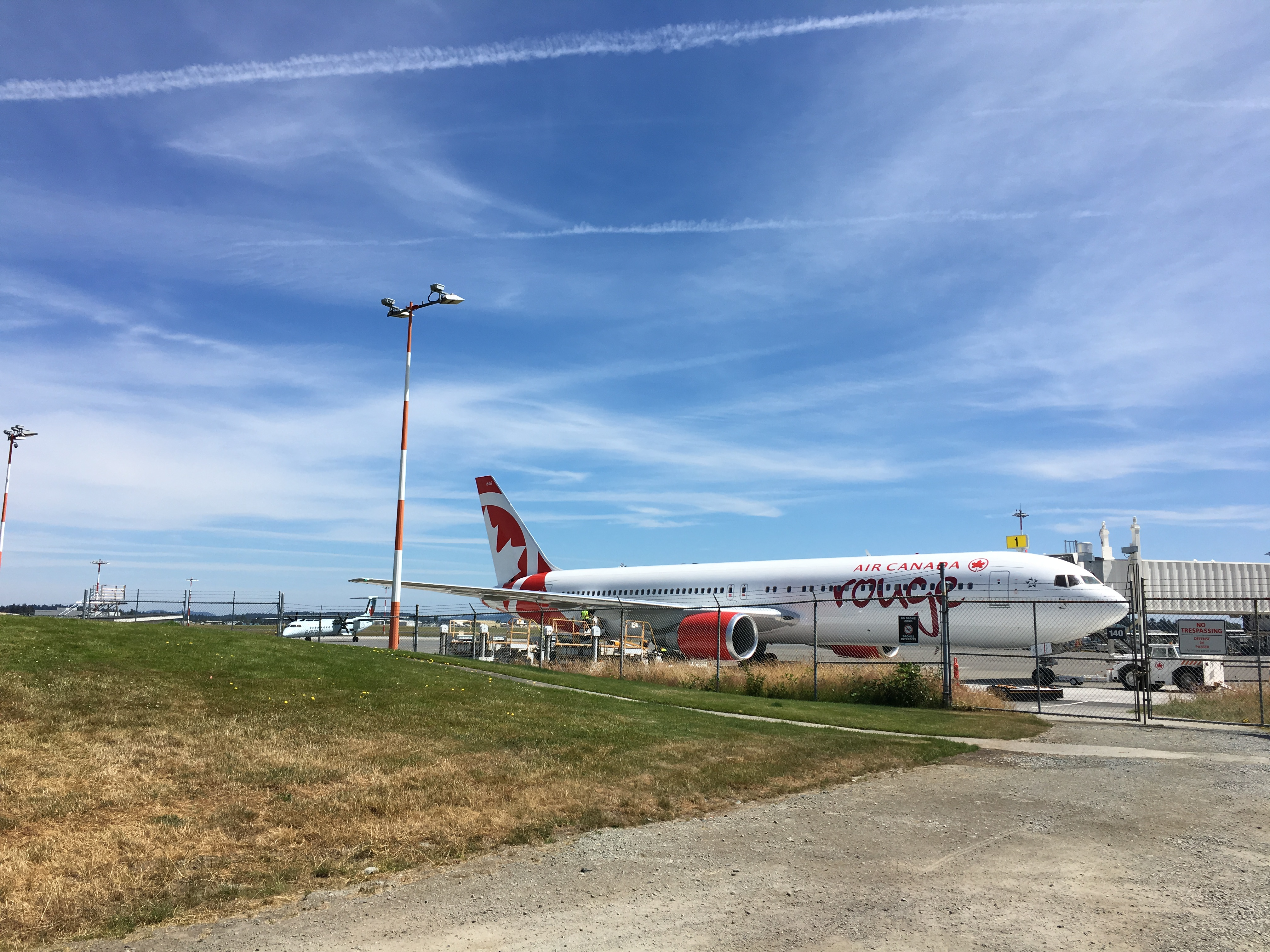
Air Canada Rouge Boeing 767-300 at Victoria (CYYJ), July 2017.

### مسافری
| شرکت‌های هواپیمایی                    | مقصدهای پروازی                                                                         |
| ------------------------------------ | -------------------------------------------------------------------------------------- |
| Air Canada Express                   | کالگری، ونکوور                                                                         |
| ایر کانادا روژ                       | پیرسون تورنتو                                                                          |
| آلاسکا ایرلاینز اجرا توسط هوریزن ایر | سیاتل-تاکوما                                                                           |
| Air Transat                          | فصلی: کانکون، کینتانا رو، ال آی سی. گوستاو دیاز اورداز                                 |
| دلتا کانکشن                          | سیاتل-تاکوما                                                                           |
| آیلند اکسپرس ایر                     | ابوتسفورد, باوندری بی، سی‌اف‌بی کوموکس، نانایمو، ونکوور                                  |
| North Cariboo Air                    | چارتر: کلونا، ونکوور                                                                   |
| Orca Airways                         | فصلی: ابوتسفورد، تافینو                                                                |
| Pacific Coastal Airlines             | کرانبروک/کندین راکیز، پرینس جرج، کلونا، ونکوور                                         |
| سان‌وینگ ایرلاینز                     | فصلی: ال آی سی. گوستاو دیاز اورداز، لوس کابوس                                          |
| یونایتد اکسپرس                       | سانفرانسیسکو                                                                           |
| وست جت                               | کالگری، ادمونتون فصلی: کانکون، کینتانا رو، ال آی سی. گوستاو دیاز اورداز، پیرسون تورنتو |
| WestJet Encore                       | کلونا، ونکوور فصلی: ادمونتون                                                           |

### باری
| شرکت‌های هواپیمایی       | مقصدهای پروازی |
| ----------------------- | -------------- |
| فدکس                    | ونکوور         |
| KF Cargo                | ونکوور         |
| Morningstar Air Express | ونکوور         |
| Purolator               | ونکوور         |
| اسکای‌لینک اکسپرس        | ونکوور         |